# Egyházasharaszti
Egyházasharaszti là một thị trấn thuộc hạt Baranya, Hungary. Thị trấn này có diện tích 10,99 km², dân số năm 2010 là 305 người, mật độ 28 người/km².